# Teungoh Ilot
Teungoh Ilot is een bestuurslaag in het regentschap Pidie van de provincie Atjeh, Indonesië. Teungoh Ilot telt 295 inwoners (volkstelling 2010).